# Унженський ВТТ
Унженський ВТТ (рос. УНЖЕНСКИЙ ИТЛ, Унжлаг) — виправно-трудовий табір з центром на станції Сухобезводне Горьківської залізниці в Горьківській області.
Час існування: організований 05.02.38;
діючий на 01.01.60.

## Підпорядкування
- ГУЛАГ з 05.02.38;
- УЛЛП з 26.02.41;
- Головному Управлінню таборів лісової промисловості (ГУЛЛП) з 04.03.47;
- ГУЛАГ МЮ з 02.04.53;
- ГУЛАГ МВС з 28.01.54;
- ГУЛЛП з 02.08.54;
- МВС РРФСР з 14.11.55;
- ГУИТК МВС СРСР з 31.01.57;
- МВС РРФСР з 01.12.57;
- ГСЛ МВС РРФСР з 05.02.58.

## Виконувані роботи
- лісозаготівлі, постачання дров до Москви;
- заготівля лижних болванок і виготовлення лиж,
- деревообробка, випуск шпал,
- виготовлення корпусів для годинників, меблеве, швейне, взуттєве, трикотажне та гончарне виробництва,
- с/г роботи ,
- буд-во домобудівельного цеху, залізничних і автодоріг,
- виробництво цегли,
- обслуговування залізничних депо і ремонтно-механічних майстерень